# Oreonetides beringianus
Oreonetides beringianus är en spindelart som beskrevs av Kirill Yeskov 1991. Oreonetides beringianus ingår i släktet Oreonetides och familjen täckvävarspindlar. Inga underarter finns listade i Catalogue of Life.